# リーガルコーポレーション

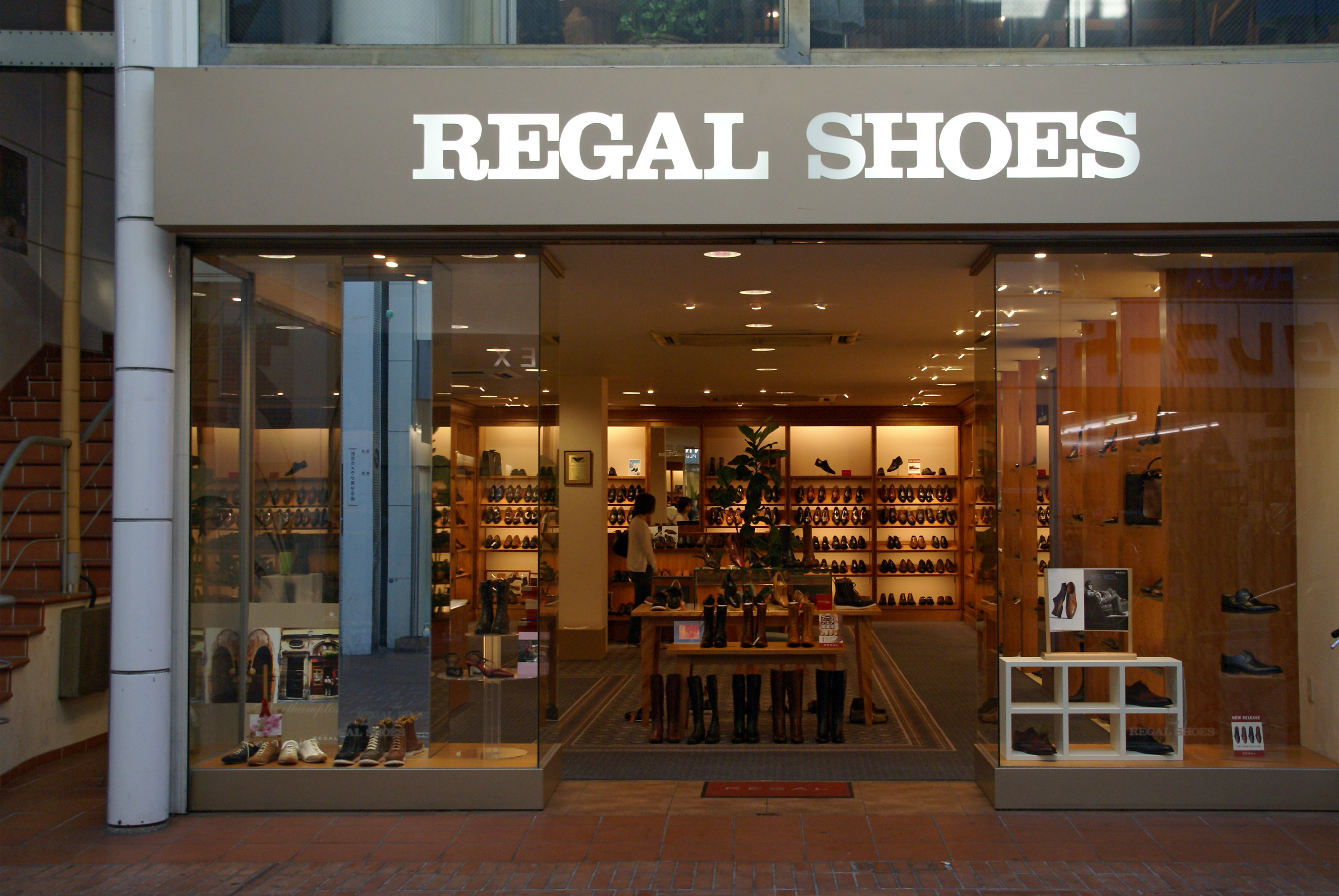
ショップの例（REGAL SHOES 徳島東新町店）

株式会社リーガルコーポレーション (英: REGAL CORPORATION) は、紳士・婦人・その他各種靴の製造・販売・修理を行う日本の企業。通称は自社のブランドでもあるリーガル。旧社名は日本製靴株式会社（にほんせいか）。

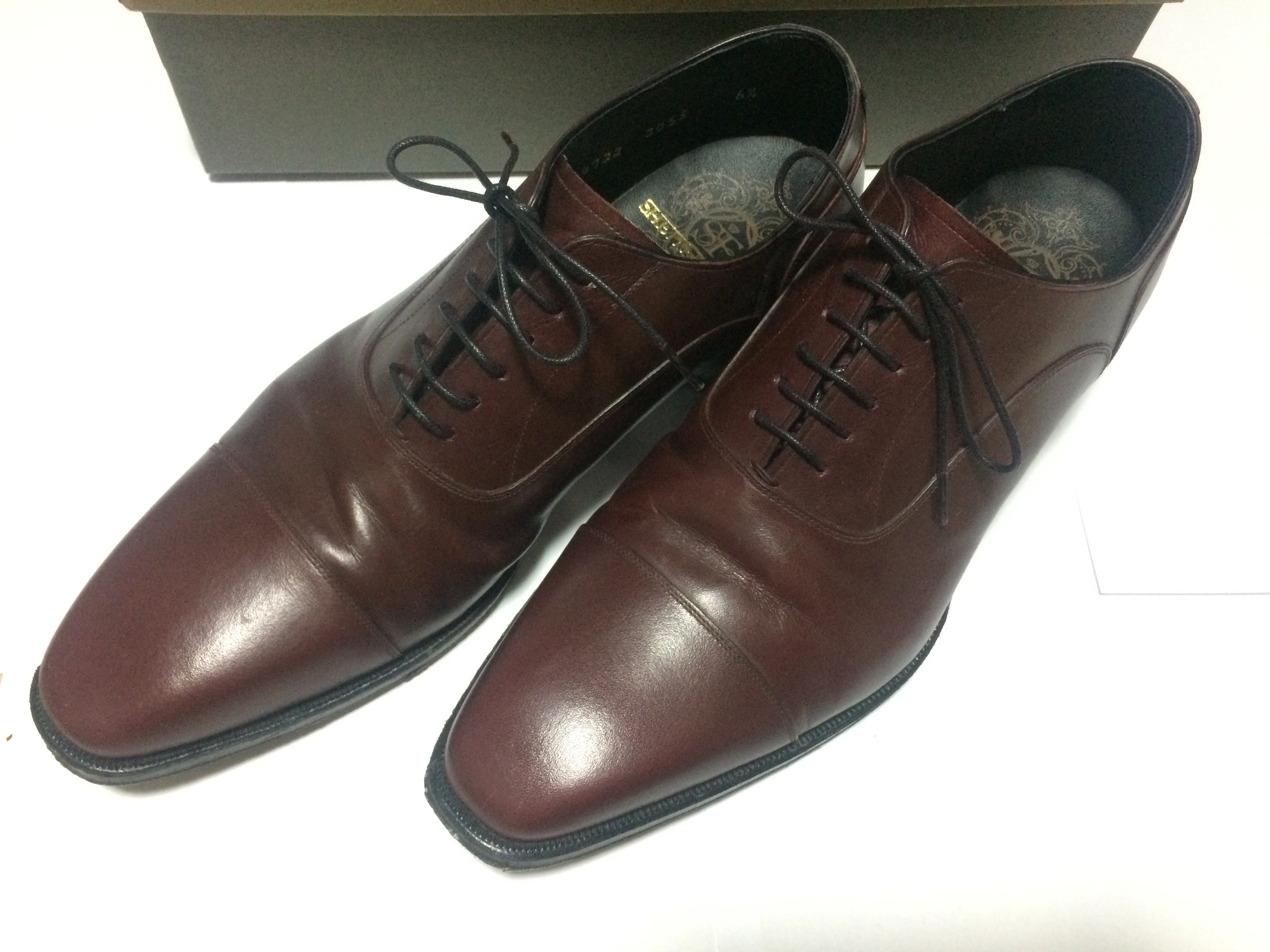
SHETLANDFOX ABERDEEN 3055SF

## 略歴・概要
1870年（明治3年）に日本初の製靴会社「伊勢勝造靴場」を設立した実業家・西村勝三（啓蒙思想家・西村茂樹の弟）が中心となり、1902年（明治35年）1月21日、東京府東京市京橋区鎗屋町（現在の東京都中央区銀座）にて「日本製靴株式会社」を設立した。同社は大倉組皮革製造所（大倉喜八郎）、桜組（西村勝三）、藤田組皮革製作所（藤田伝三郎）、福島合名（南川政之助）および東京製皮（賀田富次郎）のうち、それぞれの製靴部門を各社から切り離し、統合したものである。
翌1903年（明治36年）2月には、本店を東京府南足立郡千住町中組（現在の東京都足立区千住橋戸町）に移転し、同所に本社・工場を新設。同年5月には軍靴の生産・販売を開始し、帝国陸軍を顧客に下士官兵用の官給品たる編上靴や長靴（乗馬ブーツ）を主に製造・納入。
1907年（明治40年）4月1日には大倉組皮革製造所、桜組、東京製皮のうち、すでに統合された製靴部門以外のすべての部門、および今宮製革所が合併して「日本皮革株式会社」が創業、これが現在のニッピの前身となっている。ニッピとリーガルコーポレーションは相互がそれぞれの筆頭株主である。
1945年（昭和20年）、第二次世界大戦敗戦により同年10月より民需に転換、戦前より続くグッドイヤー・ウェルト製法の紳士靴をメインに生産・販売する。一方で、かつて軍需に携わっていた経験から、自衛隊向けの半長靴（戦闘靴）の製造・納入も行っている。
1961年（昭和36年）11月にアメリカのブラウン社との技術提携により「リーガル」ブランドの靴製造を始める。
1970年（昭和45年）10月には東京駅八重洲口に初の直営小売店（REGAL SHOES 1号店）を開店。
1990年（平成2年）4月にはブラウン社より「リーガル」の商標権を取得、同年10月には現社名である「株式会社リーガルコーポレーション」に変更、同年12月にはジャスダックに店頭登録した。
2004年（平成16年）、ジャスダック証券取引所（現在の東京証券取引所JASDAQ（スタンダード）に株式を上場。
2005年（平成17年）7月、伊藤忠商事グループとの合弁会社「上海麗格鞋業有限公司」を中華人民共和国・上海市に設立。さらに、2006年（平成18年）香港に海外調達の拠点として、香港麗格靴業有限公司を設立した。2008年（平成20年）には、中国江蘇省に海外生産拠点として、蘇州麗格皮革制品有限公司を設立。
2010年（平成22年）、8月23日、本社・本店を系列子会社とともに東京都足立区から千葉県浦安市に移転。
2012年（平成24年）、紳士靴ブランド「シェットランドフォックス」1号店を出店。紳士靴ブランド「ケンフォード」1号店を出店。

## 主要自社ブランド
- リーガル
- リーガル・トーキョー
- シェットランド・フォックス
- リーガル・シュー・アンド・カンパニー
- リーガル・スタンダーズ
- ケンフォード
- ヒロミチ・ナカノ
- ナチュラライザー
- リーガル・キッズ
- リーガルウォーカー